# Littoral combat ship
Littoral Combat Ship (Прибрежный боевой корабль, Литоральный боевой корабль, Корабль прибрежной зоны) — американский корабль прибрежной зоны (литоральный боевой корабль), разработанный в рамках программы LCS.
В рамках программы LCS разработаны и находятся в производстве два проекта прибрежных кораблей. Первый проект, разработанный корпорацией «Локхид Мартин» представляет собой быстроходный монокорпусный корабль. Корабль другого проекта, разработанный корпорацией «Дженерал Дайнемикс», является тримараном.
Каждый из этих типов отвечает поставленным военно-морским флотом ВС США требованиям.
Серия из 55—60 кораблей ближней морской зоны предназначена для замены фрегатов «Оливер Хазард Перри» и для частичной замены морских тральщиков «Авенджер», для действия в прибрежных водах и мелководных районах моря с целью обеспечения безопасности судоходства в собственной прибрежной зоне и в наиболее важных районах морского судоходства (в частности, в Персидском заливе).
Корабли обоих проектов могут достигать скорости 45 узлов и проходить на экономической скорости без дозаправки расстояния более 3500 морских миль. Оба проекта допускают установку специального оборудования, устанавливаемого по модульному принципу, исходя из тех или иных задач, ставимых перед командирами и экипажами кораблей. Эти задачи могут включать в себя:
- функции быстрой транспортировки кораблём на театре военных действий грузов массой до 700 т;
- минную разведку и ликвидацию установленных противником морских мин;
- проведение специальных операций, в том числе диверсионных, Силами Специальных Операций ВМС США;
- антитеррористическую защиту;
- противолодочную защиту (защиту от действий ПЛ противника).

## История разработки
Руководство ВМС США изначально рассматривало возможность приобретения до 60 кораблей LCS до 2030 года общей стоимостью не менее 12 млрд долларов США. Планировалось, что первая подсерия кораблей (flight 0) будет состоять из двенадцати или, возможно, тринадцати кораблей.
Министр ВМС Гордон Энгланд назвал новый тип судна «маленьким, быстрым, маневренным, и относительно недорогим членом семейства кораблей DD (X)», строительство которых начали в 2005 году именно с кораблей LCS.
В 2007 году контракты с «Локхид Мартин» и «Дженерал Дайнемикс» на постройку третьего и четвёртого корабля (LCS-3, LCS-4) были отменены. Командование ВМС США планирует провести оценку построенных двумя фирмами кораблей, выбрать лучший проект и рассмотреть возможность постройки второй партии LCS в 2010—2012 годах. Победитель конкурса получит контракт на постройку двух кораблей, а проигравший — на постройку одного.
В марте 2009 года ВМС США заключили с «Локхид Мартин» контракт на строительство LCS-3. Этот корабль получит имя Fort Worth — в честь города Форт-Уэрт в штате Техас. 11 июля 2009 г. состоялась закладка корабля на верфи Marinette Marine Shipyard в г. Маринетт, штат Висконсин.
Четвёртый LCS планируется назвать Coronado — в честь города Коронадо в Калифорнии. В этом городе-спутнике Сан-Диего находится авиабаза Норт-Айленд (NASNI), а в заливе Сан-Диего, образуемой островом Коронадо и томболо Силвер-Странд, расположена крупная база ВМС США.

## Стоимость проекта
Стоимость строительства каждого из кораблей — Freedom и Independence — не разглашается, но, по данным газеты The New York Times, к концу апреля 2008 года она уже превысила 500 млн дол.
Стоимость дополнительных боевых модулей в основную стоимость корабля не включается.
В бюджете США на 2009 год предусмотрено порядка 1 млрд дол. на строительство третьего и четвёртого кораблей проекта LCS.

## Конструкция
Корабль Lockheed Martin — стальной однокорпусный корабль с алюминиевой надстройкой длиной 115,3 м, шириной 17,5 м, осадкой в 4,1 м и водоизмещением около 3000 т.
Корабль General Dynamics — трёхкорпусный корабль (тримаран), полностью выполненный из алюминия. Длина — 127,8 м, ширина (с аутригерами) — 28,4—30 м, осадкой в 4,1 м и водоизмещением около 2600 т.

## Состав серии
Серия 0
| Название корабля                | Бортовой номер | Дата закладки   | Дата спуска      | Дата ввода в строй | ВМБ       | Подразделение |
| ------------------------------- | -------------- | --------------- | ---------------- | ------------------ | --------- | ------------- |
| USS Freedom (LCS-1)             | 1              | 2 июня 2005     | 23 сентября 2006 | 8 ноября 2008      | Сан-Диего |               |
| USS Independence (LCS-2)        | 2              | 19 января 2006  | 29 апреля 2008   | 19 января 2010     | Сан-Диего |               |
| USS Fort Worth (LCS-3)          | 3              | 11 июля 2009    | 7 декабря 2010   | 22 сентября 2012   | Сан-Диего |               |
| USS Coronado (LCS-4)            | 4              | 17 декабря 2009 | 14 января 2012   | 5 апреля 2014      | Сан-Диего |               |
| USS Milwaukee (LCS-5)           | 5              | 27 октября 2011 | 18 декабря 2013  | 21 ноября 2015     | Сан-Диего |               |
| USS Jackson (LCS 6)             | 6              | 3 августа 2011  | 14 декабря 2013  | 5 декабря 2015     | Сан-Диего |               |
| USS Detroit (LCS-7)             | 7              | 8 ноября 2012   | 18 октября 2014  | 22 октября 2016    | Майпорт   |               |
| USS Montgomery (LCS-8)          | 8              | 25 июня 2013    | 6 августа 2014   | 10 сентября 2016   | Сан-Диего |               |
| USS Little Rock (LCS-9)         | 9              | 27 июня 2013    | 18 июля 2015     | 16 декабря 2017    | Майпорт   |               |
| USS Gabrielle Giffords (LCS-10) | 10             | 16 апреля 2014  | 25 февраля 2015  | 10 июня 2017       | Сан-Диего |               |
| USS Sioux City (LCS-11)         | 11             | 19 февраля 2014 | 30 января 2016   | 17 ноября 2018 г.  | Майпорт   |               |
| USS Omaha (LCS-12)              | 12             | 18 февраля 2015 | 20 ноября 2015   | 15 сентября 2017   | Сан-Диего |               |
| USS Wichita (LCS-13)            | 13             | 9 февраля 2015  | 17 сентября 2016 | 12 января 2019 г.  | Майпорт   |               |
| USS Manchester (LCS-14)         | 14             | 29 июня 2015    | 12 мая 2016      | 28 февраля 2018    | Сан-Диего |               |
| USS Billings (LCS-15)           | 15             | 2 ноября 2015   | 1 июля 2017      | 3 августа 2019 г.  | Майпорт   |               |
| USS Tulsa (LCS-16)              | 16             | 11 января 2016  | 16 марта 2017    | 30 апреля 2018     | Сан-Диего |               |
| USS Indianapolis (LCS-17)       | 17             | 18 июля 2016    |                  | 26 октября 2019    | Майпорт   |               |
| USS Charleston (LCS-18)         | 18             | 28 июня 2016    |                  | 2 марта 2019 г.    | Сан-Диего |               |
| USS St. Louis (LCS-19)          |                |                 |                  |                    | Майпорт   |               |
| USS Cincinnati (LCS-20)         |                |                 |                  |                    | Сан-Диего |               |

Серия 1
Первые два (экспериментальных) корабля, «Индепенденс» (USS Independence) и «Фридом» (USS Freedom), будут списаны к осени 2021 года.

## Галерея
- Строительство корпуса корабля-тримарана LCS-2

## Оценки проекта
Littoral combat ship (LCS) — одна из наиболее масштабных и дорогих программ американских ВМС. Несмотря на все попытки, Соединенные Штаты не смогли устранить важные технические проблемы. 
У кораблей типа LCS неоднозначная история эксплуатационной надежности: они выходили из строя в океане во время боевых служб и долгое время бездействовали. 
Для типа Freedom повышение хода свыше 12 узлов приводило к выходу из строя редуктора. Дефект силовой передачи вынудил ВМС США приостановить поставки таких кораблей.
Прибрежные боевые корабли также изначально проектировались без надежных систем защиты, и критики утверждали, что отсутствие огневой мощи еще больше подорвало доверие к ним (с тех пор LCS были существенно довооружены).
С недостатками проекта LCS согласны не все. К примеру, в издании Naval Technology считают, что LCS — это быстрый и высокоманевренный надводный боевой корабль, способный выполнять надводные, противолодочные и противоминные задачи, а также пилотируемые и беспилотные воздушные, надводные или подводные операции.
Тем не менее, критики программы LCS считают ошибкой одновременно строить корабли и разрабатывать для них новые технологии. 

### Критика
Объектами критики являются энергетическая установка и дроны-миноискатели
В фольклоре
Из-за слабого вооружения и отсутствия какой-либо определённой миссии, в околовоенных кругах название LCS интерпретируется как «Little Crappy Ship» (с англ. — «маленький паршивый кораблик»)